# Lila Leslie
Pour les articles homonymes, voir Leslie.
Lila Leslie est une actrice britannique du cinéma muet, née à Glasgow (Écosse) le 1er janvier 1890 et morte à Los Angeles le 8 septembre 1940.

## Filmographie partielle
- 1914 : As We Forgive Those de Joseph W. Smiley :
- 1915 : The Warning d'Edmund Lawrence
- 1915 : Rated at $10,000,000 de Joseph W. Smiley
- 1918 : The Silent Woman de Herbert Blaché
- 1919 : La Séductrice (A Little Brother of the Rich) de Lynn Reynolds
- 1919 : The Man Who Stayed at Home de Herbert Blaché
- 1920 : The Butterfly Man d'Ida May Park et Louis Gasnier
- 1920 : La Fugue de Janette (Love's Harvest) de Howard M. Mitchell
- 1920 : Miracle d'amour (Molly and I) de Howard M. Mitchell
- 1921 : The Son of Wallingford de George Randolph Chester et Mrs. George Randolph Chester
- 1922 : Gay and Devilish de William A. Seiter
- 1922 : A Front Page Story de Jess Robbins
- 1923 : The Huntress de John Francis Dillon et Lynn Reynolds
- 1924 : Ma femme et son mari (Why Men Leave Home) de John M. Stahl
- 1925 : The Last Edition d'Emory Johnson
- 1926 : L'habit fait le moine (Skinner's Dress Suit) de William A. Seiter
- 1927 : The First Night de Richard Thorpe
- 1927 : Pour la jarretière de Gertrude (Getting Gertie's Garter ) de E. Mason Hopper
- 1929 : Papa Spank de Neal Burns

## Sources
Site Imdb